# 세켐케트
세켐케트(Sekhemkhet, 재위:기원전 2649년 ~ 기원전 2643년)는 기원전 27세기와 이집트 제3왕조의 세 번째 파라오이다. 호루스 이름은 세켐케트로, "몸이 강하다"는 뜻이다.

## 생애
1951년전에는 세켐케트에 대해 알려진 것이 사실상 없었다. 시나이반도에서 발견된 부조에서 세켐케트가 나르메르가 보여준 전통적인 포즈로 적을 공격하는 모습만이 전해지고 있었다.
하지만 1951년 이집트의 고고학자 사카리아 고네임이 세켐케트의 미완성된 계단 피라미드를 발견하였다. 이것은 조세르의 피라미드의 남서쪽에서 발견되었다. 그 이전에는 자연적 언덕으로 생각되었으나, 사카리아 고네임의 발굴을 통해 이것의 실체가 드러나게 되었다. 구조물의 기초 등을 볼 때, 계획대로 완성되었다면 이 피라미드는 조세르의 피라미드보다도 높은 70미터의 구조물이 되었을 것이다.
세켐케트의 미완성 피라미드는 도굴꾼의 흔적을 전혀 찾아볼 수가 없었으며, 여러가지의 유물들이 고스란히 남아 있었다. 하지만 이상하게도 피라미드 내부에 있는 석관에는 세켐케트의 유해가 발견되지 않았다.
세켐케트는 6년을 통치한 후 카바가 자리를 이어받았다. 짧은 통치기간이 피라미드 미완성의 한 요인으로 지적되고 있다.

## 참고 문헌
- 피터 클레이턴(Peter Clayton) 저, 정영목 역, 《파라오의 역사》, 까치, 2004

| 전임 조세르 | 제3대 이집트 제3왕조의 파라오 기원전 2649년 ~ 기원전 2643년 | 후임 카바 |